# Henri Fougère
Pour les articles homonymes, voir Fougère (homonymie).
Henri Fougère est un homme politique français né le 4 juin 1882 à Tours (Indre-et-Loire) et mort le 12 juillet 1968 à Chassignolles (Indre).

## Biographie
Docteur en droit en 1904, il est avocat à Paris, puis en 1909 à La Châtre. Il est député de l'Indre de 1910 à 1936, siégeant à droite, notamment au groupe de l'Union républicaine démocratique. Il est conseiller général du canton de La Châtre en 1914.